# Erzbistum Capua
Das Erzbistum Capua (lat.: Archidioecesis Capuana, ital.: Arcidiocesi di Capua) ist eine in Italien gelegene römisch-katholische Erzdiözese mit Sitz in Capua.

## Geschichte
Das Erzbistum Capua wurde im 2. Jahrhundert als Bistum Capua errichtet. Am 14. August 966 wurde das Bistum Capua durch Papst Johannes XIII. zum Erzbistum erhoben. Die Bistümer Atina, Aquino, Caiazzo, Calvi, Carinola, Caserta, Fondi, Gaeta, Isernia, Sessa Aurunca, Sora, Teano und Venafro wurden dem Erzbistum Capua als Suffraganbistümer unterstellt.
Das Erzbistum Capua verlor am 30. April 1979 durch die Apostolische Konstitution Quamquam Ecclesia den Status als Metropolitanbistum und wurde dem Erzbistum Neapel als Suffraganbistum unterstellt. Am 11. Dezember 2023 verfügte Papst Franziskus die Vereinigung des Erzbistums Capua in persona episcopi mit dem Bistum Caserta. Bischof der so vereinigten Bistümer wurde der bisherige Bischof von Caserta, Pietro Lagnese.